# 第16回参議院議員通常選挙
第16回参議院議員通常選挙（だい16かいさんぎいんぎいんつうじょうせんきょ）は、1992年（平成4年）7月26日に日本で行われた国会（参議院）議員の選挙である。

## 概要
宮澤内閣の初の国政選挙であった。前回の参議院議員選挙で自民党は36議席と惨敗し大きく議席を減少させていたことから、比較第1党の維持が焦点であった。同年に入り、宮沢派事務総長であった阿部文男・元北海道開発庁長官の逮捕や佐川急便事件などの影響で内閣支持率は20～30％台に低迷し、不支持率が大きく上回る状態が続いていたが、竹下派の尽力もあって、政権はPKO国会を乗り切っていた。その直後のタイミングであり、PKO協力法が大きな争点となった。更に、結党直後の日本新党がどれだけ議席を伸ばすかにも注目が集まった。
選挙の結果、自民党は69議席を獲得して党勢の復調ぶりを見せ、第1党の座を維持したが、単独で参議院の過半数を制するには至らなかった。一方で、直近の参院選・衆院選で躍進していた日本社会党は大きく議席を減少させた。また、前回参院選で大きく躍進した連合の会（連合参議院）は、1人も当選させられなかった。
社会党停滞の原因の1つに、PKO協力法に反対する社会党・社会民主連合と、賛成する公明党・民社党・連合の会の間で対立が激化し、選挙協力が進まなかったことがある。東京都選挙区では、PKO協力法賛成を公然と掲げる森田健作が社・民・連・連合4党派の推薦候補となったが、森田の政策・政治姿勢に反対する社会党（主に左派）支持者は弁護士の内田雅敏を支援した。広島県選挙区でも、連合の会に反発した社会党左派を中心に「護憲・ヒロシマの会」が結成され、後に新社会党委員長となる栗原君子を擁立、当選させている。
この選挙からおよそ1年後に自民党は衆議院で単独過半数を失い、日本新党代表の細川護煕を首相とする内閣が成立したことで自民党は結成から初めて野党となり、38年間に及ぶ55年体制は崩壊した。

## 選挙データ

### 内閣
- 宮澤内閣（第78代）
  - 首相：宮澤喜一（第78代）※自由民主党総裁
  - 与党：自由民主党

### 公示日
- 1992年（平成4年）7月8日[1]

### 投票日
- 1992年（平成4年）7月26日

### 改選数
埼玉県選挙区が非改選議席の欠員補充1（合併選挙による補充分。任期3年）を加え、改選数は3となる。
- 126（）+1
  - 選挙区：76（）+1
  - 比例区：50（）

| 北海道 4 青森 1 岩手 1 宮城 1 秋田 1 山形 1 福島 2 茨城 2 栃木 2 群馬 2 埼玉 2+1 千葉 2 東京 4 神奈川 2 新潟 2 富山 1 石川 1 福井 1 山梨 1 長野 2 岐阜 1 静岡 2 愛知 3 三重 1 滋賀 1 京都 2 大阪 3 兵庫 3 奈良 1 和歌山 1 鳥取 1 島根 1 岡山 2 広島 2 山口 1 徳島 1 香川 1 愛媛 1 高知 1 福岡 3 佐賀 1 長崎 1 熊本 2 大分 1 宮崎 1 鹿児島 2 沖縄 1 ※ 太字は欠員補充の合併選挙があった選挙区。 |

### 選挙制度
- 選挙区
  - 小選挙区制：26（）
    - 2人区（1人改選）：26

  - 中選挙区制：51（）
    - 4人区（2人改選）：14
    - 4人区（3人改選）：01（埼玉県）※ 欠員補充1
    - 6人区（3人改選）：04（愛知県・大阪府・兵庫県・福岡県）
    - 8人区（4人改選）：02（北海道・東京都）

- 比例区
  - 厳正拘束名簿式比例代表制：50（）

#### 投票方法
秘密投票、単記投票、2票制（選挙区・比例区）

#### 選挙権
満20歳以上の日本国民

#### 被選挙権
満30歳以上の日本国民

#### 有権者数
93,254,025（男性：45,225,162　女性：48,028,863）

## 選挙活動

### 比例区に候補者を立てたミニ政党
- 日本新党 - 細川護煕、小池百合子
- スポーツ平和党 - 江本孟紀、新間寿
- 第二院クラブ - 青島幸男
- 社会民主連合
- 老人福祉党
- 年金党 - 友部達夫
- 新自由党
- 風の会 - 野村秋介、横山やすし
- モーター新党 - マイク眞木
- 希望 - 藤本敏夫
- 発明政治 - 中松義郎、小池哲二
- 全日本ドライバーズクラブ
- 国民新党（同名政党とは別の団体）
- 国民党
- 進歩自由連合
- 環境党
- 教育党
- 平民党
- 中小企業生活党
- 日本世直し党
- 日本国民政治連合
- 日本愛酢党
- 文化フォーラム - 太平シロー
- 「開星論」のUFO党
- 国際政治連合
- 表現の自由党
- 雑民党
- 平成改新党
- フリーワークユニオン
- 地球維新党
- 政事公団太平会
- 世界浄霊会
- 大日本誠流社

### 党派の動き

#### キャッチコピー
- 自由民主党　　：平和に汗する日本でありたい。[2]
- 日本社会党　　：政治の改革、日本の世直し。[2]
- 日本共産党　　：ソ連、東欧で崩壊したのは社会主義の魂を失った体制 世界の動きをよくみきわめソ連大国主義とたたかって30年 自主独立の旗が輝く[2]・アメリカいいなりやめ大企業の横暴をおさえ国民が主人公の政治をめざす[2]
- 公明党　　　　：生活者の政治。[2]・平和貢献 世界市民の時代です。[2]
- 民社党　　　　：民社の出番。[2]・笑顔、バックアップ[2]
- 日本新党　　　：思いうかぶかな、清潔な政治家の顔。[2]・勇気の政党[2]
- スポーツ平和党：今こそ出番だ、政治の選手。[2]
- 第二院クラブ　：青島は挑戦します。[2]

## 主な争点
- 国際連合平和維持活動等に対する協力に関する法律（PKO協力法）の是非

## 選挙結果

### 党派別獲得議席
|                                        |                          |                          |                          |                          |                          |            |        |            |            |        |        |        |        |
| 政党                                   | 政党                     | 政党                     | 獲得 議席                | 増減                     | 選挙区                   | 選挙区     | 選挙区 | 比例区     | 比例区     | 比例区 | 公示前 | 非改選 | 議席計 |
| 政党                                   | 政党                     | 政党                     | 獲得 議席                | 増減                     | 議席                     | 得票数     | 得票率 | 議席       | 得票数     | 得票率 | 公示前 | 非改選 | 議席計 |
| 与党                                   | 与党                     | 与党                     | 68                       | 007                      | 49                       | 19,711,047 | 43.43% | 19         | 14,961,199 | 32.97% | 75     | 39     | 107    |
|                                        |                          | 自由民主党               | 68                       | 007                      | 49                       | 19,711,047 | 43.43% | 19         | 14,961,199 | 32.97% | 75     | 39     | 107    |
| 野党・無所属他                         | 野党・無所属他           | 野党・無所属他           | 59                       | 009                      | 28                       | 25,672,158 | 56.57% | 31         | 30,422,007 | 67.03% | 50     | 86     | 146    |
|                                        |                          | 日本社会党               | 22                       | 増減なし                 | 12                       | 5,846,238  | 12.88% | 10         | 7,981,726  | 17.59% | 22     | 49     | 71     |
|                                        | 公明党                   | 14                       | 004                      | 6                        | 3,550,060                | 7.82%      | 8      | 6,415,503  | 14.14%     | 10     | 10     | 24     |        |
|                                        | 日本共産党               | 6                        | 003                      | 2                        | 4,817,001                | 10.61%     | 4      | 3,532,956  | 7.78%      | 9      | 5      | 11     |        |
|                                        | 民社党                   | 4                        | 001                      | 1                        | 1,039,980                | 2.29%      | 3      | 2,255,423  | 4.97%      | 5      | 3      | 7      |        |
|                                        | 日本新党                 | 4                        | 004                      | －                       | －                       | －         | 4      | 3,617,247  | 7.97%      | 0      | 0      | 4      |        |
|                                        | スポーツ平和党           | 1                        | 001                      | －                       | －                       | －         | 1      | 1,375,791  | 3.03%      | 0      | 1      | 2      |        |
|                                        | 第二院クラブ             | 1                        | 増減なし                 | －                       | －                       | －         | 1      | 1,321,639  | 2.91%      | 1      | 1      | 2      |        |
|                                        | 連合の会                 | 0                        | 001                      | 0                        | 4,399,684                | 9.69%      | －     | －         | －         | 1      | 12     | 12     |        |
|                                        | 諸派                     | 2                        | 002                      | 2                        | 1,573,400                | 3.47%      | 0      | 3,921,722  | 8.64%      | 0      | 2      | 4      |        |
|                                        | 無所属                   | 5                        | 003                      | 5                        | 4,445,795                | 9.80%      | －     | －         | －         | 2      | 3      | 8      |        |
|                                        | 欠員                     | 欠員                     | 0                        | 002                      | －                       | －         | －     | －         | －         | －     | 1      | 1      | 0      |
| 総計                                   | 総計                     | 総計                     | 127                      | 001                      | 77                       | 45,383,205 | 100.0% | 50         | 45,383,206 | 100.0% | 126    | 126    | 252    |
| 有効票数（有効率）                     | 有効票数（有効率）       | 有効票数（有効率）       | 有効票数（有効率）       | 有効票数（有効率）       | 有効票数（有効率）       | 45,383,205 | 95.95% |            | 45,383,206 | 95.98% |        |        |        |
| 無効票・白票数（無効率）               | 無効票・白票数（無効率） | 無効票・白票数（無効率） | 無効票・白票数（無効率） | 無効票・白票数（無効率） | 無効票・白票数（無効率） | 1,913,874  | 4.05%  | 1,900,566  | 4.02%      |        |        |        |        |
| 投票者数（投票率）                     | 投票者数（投票率）       | 投票者数（投票率）       | 投票者数（投票率）       | 投票者数（投票率）       | 投票者数（投票率）       | 47,297,079 | 50.72% |            | 47,283,772 | 50.70% |        |        |        |
| 棄権者数（棄権率）                     | 棄権者数（棄権率）       | 棄権者数（棄権率）       | 棄権者数（棄権率）       | 棄権者数（棄権率）       | 棄権者数（棄権率）       | 45,956,946 | 49.28% | 45,970,253 | 49.30%     |        |        |        |        |
| 有権者数                               | 有権者数                 | 有権者数                 | 有権者数                 | 有権者数                 | 有権者数                 | 93,254,025 | 100.0% |            | 93,254,025 | 100.0% |        |        |        |
| 出典：主要政党の変遷と国会内勢力の推移 |                          |                          |                          |                          |                          |            |        |            |            |        |        |        |        |

選挙区投票率：50.72%（前回比： 14.30%）
【男性：50.57%（前回比： 13.79%） 女性：50.86%（前回比： 14.77%）】
比例区投票率：50.70%（前回比： 14.31%）
【男性：50.56%（前回比： 13.79%） 女性：50.84%（前回比： 14.78%）】

## 政党
| 自由民主党：68議席（106議席） 総裁：宮澤喜一 副総裁 ：金丸信 幹事長 ：綿貫民輔 総務会長 ：佐藤孝行 政務調査会長 ：三塚博 国会対策委員長：梶山静六 参議院議員会長：原文兵衛              | | |
| 日本社会党：22議席（71議席） 委員長：田邊誠 副委員長 ：角屋堅次郎 久保亘 伊藤茂 糸久八重子 書記長 ：山花貞夫 政策審議会長 ：早川勝 国会対策委員長：村山富市 参議院議員会長：八百板正    | 公明党：14議席（24議席） 委員長：石田幸四郎 副委員長 ：大久保直彦 長田武士 権藤恒夫 伏木和雄 三木忠雄 書記長 ：市川雄一 政策審議会長 ：二見伸明 国会対策委員長：神崎武法 参議院議員会長：黒柳明 最高顧問 ：竹入義勝 矢野絢也 | 日本共産党：6議席（11議席） 議長 ：宮本顕治 委員長：不破哲三 副委員長 ：上田耕一郎 小笠原貞子 金子満広 高原晋一 橋本敦 書記局長 ：志位和夫 政策委員会責任者：市田忠義 国会対策委員長 ：寺前巌 参議院議員団長 ：立木洋 |
| 民社党：4議席（9議席） 委員長：大内啓伍 副委員長 ：小沢貞孝 河村勝 抜山映子 書記長 ：米沢隆 政策審議会長 ：中野寛成 国会対策委員長：神田厚 参議院議員会長：吉田之久 常任顧問 ：塚本三郎 | 日本新党：4議席（4議席） 代表：細川護煕 代表代行 ：武田邦太郎 政策委員会責任者：中島章夫 | 二院クラブ：1議席（2議席） 代表：青島幸男 |
| スポーツ平和党：1議席（2議席） 代表：アントニオ猪木 | 連合の会：0議席（11議席） 代表：星川保松 副代表 ：池田治 井上哲夫 事務総長 ：古川太三郎 政策審議会長 ：高井和伸 国会調整委員長 ：粟森喬                                                                                      | |

諸派：2議席（4議席）
- 1議席（2団体）

護憲・ヒロシマの会：栗原君子（広島）
沖縄社会大衆党　　：島袋宗康（沖縄）

## 議員

### 選挙区当選者
自由民主党   日本社会党   公明党   日本共産党   民社党   諸派   無所属 
| 北海道 | 風間昶     | 中尾則幸   | 峰崎直樹   | 高木正明 |
| 東京都 | 浜四津敏子 | 上田耕一郎 | 森田健作   | 小野清子 |
| 愛知県 | 大木浩     | 荒木清寛   | 新間正次   |          |
| 大阪府 | 西川きよし | 山下栄一   | 坪井一宇   |          |
| 兵庫県 | 河本三郎   | 本岡昭次   | 片上公人   |          |
| 福岡県 | 横尾和伸   | 渡辺四郎   | 吉村剛太郎 |          |
| 埼玉県 | 関根則之   | 瀬谷英行   | 佐藤泰三   |          |

| 改選定数2 | 改選定数2  | 改選定数2  | 改選定数2 | 改選定数2 | 改選定数2 | 改選定数2 | 改選定数2 | 改選定数2 |
| --------- | ---------- | ---------- | --------- | --------- | --------- | --------- | --------- | --------- |
| 福島県    | 鈴木省吾   | 佐藤静雄   | 茨城県    | 野村五男  | 矢田部理  | 栃木県    | 森山眞弓  | 矢野哲朗  |
| 群馬県    | 中曽根弘文 | 上野公成   | 千葉県    | 井上裕    | 赤桐操    | 神奈川県  | 斎藤文夫  | 千葉景子  |
| 新潟県    | 真島一男   | 大渕絹子   | 長野県    | 北澤俊美  | 今井澄    | 静岡県    | 木宮和彦  | 青木薪次  |
| 京都府    | 林田悠紀夫 | 西山登紀子 | 岡山県    | 加藤紀文  | 一井淳治  | 広島県    | 宮沢弘    | 栗原君子  |
| 熊本県    | 守住有信   | 浦田勝     | 鹿児島県  | 井上吉夫  | 上山和人  |           |           |           |

| 改選定数1 | 改選定数1 | 改選定数1 | 改選定数1  | 改選定数1 | 改選定数1  | 改選定数1 | 改選定数1 | 改選定数1 | 改選定数1 | 改選定数1 |
| --------- | --------- | --------- | ---------- | --------- | ---------- | --------- | --------- | --------- | --------- | --------- |
| 青森県    | 松尾官平  | 岩手県    | 椎名素夫   | 宮城県    | 遠藤要     | 秋田県    | 佐々木満  | 山形県    | 鈴木貞敏  |           |
| 山梨県    | 志村哲良  | 富山県    | 永田良雄   | 石川県    | 沓掛哲男   | 福井県    | 山崎正昭  | 岐阜県\|  | 藤井孝男  |           |
| 三重県    | 斎藤十朗  | 滋賀県    | 河本英典   | 奈良県    | 服部三男雄 | 和歌山県  | 前田勲男  | 鳥取県    | 坂野重信  |           |
| 島根県    | 青木幹雄  | 山口県    | 二木秀夫   | 徳島県    | 松浦孝治   | 香川県    | 平井卓志  | 愛媛県    | 野間赳    |           |
| 高知県    | 平野貞夫  | 佐賀県    | 大塚清次郎 | 長崎県    | 松谷蒼一郎 | 大分県    | 釘宮磐    | 宮崎県    | 上杉光弘  |           |
| 沖縄県    | 島袋宗康  |           |            |           |            |           |           |           |           |           |

#### 補欠選挙等
| 年   | 月日  | 選挙区 | 選出     | 新旧別 | 当選者     | 所属党派                   | 欠員       | 所属党派   | 欠員事由          |
| ---- | ----- | ------ | -------- | ------ | ---------- | -------------------------- | ---------- | ---------- | ----------------- |
| 1993 | 7.18  | 岐阜県 | 補欠選挙 | 新     | 笠原潤一   | 自由民主党                 | 藤井孝男   | 自由民主党 | 1993.6.18辞職     |
| 1994 | 9.11  | 愛知県 | 再選挙   | 新     | 都築譲     | あいち改革推進協議会       | 新間正次   | 民社党     | 1994年7月29日失職 |
| 1995 | 11.19 | 佐賀県 | 補欠選挙 | 新     | 岩永浩美   | 自由民主党                 | 大塚清次郎 | 自由民主党 | 1995.10.3死去     |
| 1996 | 10.20 | 栃木県 | 補欠選挙 | 新     | 上吉原一天 | 自由民主党                 | 森山眞弓   | 自由民主党 | 1996.9.20辞職     |
| 1996 | 11.17 | 兵庫県 | 補欠選挙 | 新     | 芦尾長司   | 明日の日本をひらく兵庫の会 | 河本三郎   | 自由民主党 | 1996.10.8辞職     |

### 比例区当選者
自由民主党   日本社会党   公明党   日本共産党   日本新党   民社党   スポーツ平和党   第二院クラブ 
| 1-10  | 井上孝   | 藁科満治   | 下稲葉耕吉 | 牛嶋正       | 村上正邦   | 大脇雅子 | 大島慶久 | 細川護煕 | 立木洋     | 続訓弘     |
| 11-20 | 岡部三郎 | 鈴木和美   | 泉信也     | 直嶋正行     | 大久保直彦 | 藤江弘一 | 川橋幸子 | 野沢太三 | 小池百合子 | 聴濤弘     |
| 21-30 | 岡利定   | 広中和歌子 | 山本正和   | 大河原太一郎 | 江本孟紀   | 永野茂門 | 及川一夫 | 青島幸男 | 鶴岡洋     | 清水達雄   |
| 31-40 | 寺沢芳男 | 吉岡吉典   | 松浦功     | 山口哲夫     | 勝木健司   | 及川順郎 | 久世公堯 | 渕上貞雄 | 板垣正     | 南野知恵子 |
| 41-50 | 猪熊重二 | 武田邦太郎 | 松本英一   | 有働正治     | 田辺哲夫   | 田沢智治 | 武田節子 | 志苫裕   | 楢崎泰昌   | 長谷川清   |

#### 繰上当選
| 年   | 月日 | 新旧別 | 当選者   | 名簿政党     | 欠員       | 欠員事由      |
| ---- | ---- | ------ | -------- | ------------ | ---------- | ------------- |
| 1993 | 6.23 | 新     | 宮崎秀樹 | 自由民主党   | 藤江弘一   | 1993.6.7死去  |
| 1993 | 7.16 | 新     | 小島慶三 | 日本新党     | 細川護熙   | 1993.7.4辞職  |
| 1993 | 7.16 | 新     | 円より子 | 日本新党     | 小池百合子 | 1993.7.4辞職  |
| 1994 | 8.5  | 新     | 萱野茂   | 日本社会党   | 松本英一   | 1994.7.19死去 |
| 1995 | 4.11 | 元     | 山田俊昭 | 第二院クラブ | 青島幸男   | 1995.3.23辞職 |
| 1995 | 8.25 | 元     | 山東昭子 | 自由民主党   | 田辺哲夫   | 1995.8.8死去  |
| 1996 | 10.9 | 元     | 嶋崎均   | 自由民主党   | 山東昭子   | 1996.10.2辞職 |
| 1997 | 5.19 | 新     | 長尾立子 | 自由民主党   | 嶋崎均     | 1997.5.11死去 |

### 初当選
計50名
※：衆議院議員経験者
○：任期3年
自由民主党
21名
- 泉信也
- 上野公成
- 岡利定
- 加藤紀文
- 河本英典

- 北澤俊美
- 釘宮磐
- 河本三郎
- 佐藤静雄
- 椎名素夫※

- 清水達雄
- 楢崎泰昌
- 南野知惠子
- 野間赳
- 服部三男雄

- 藤江弘一
- 松谷蒼一郎
- 矢野哲朗
- 山崎正昭
- 吉村剛太郎

- 佐藤泰三　○

日本社会党
6名
- 今井澄
- 大脇雅子
- 上山和人
- 川橋幸子
- 峰崎直樹

- 藁科満治

公明党
9名
- 荒木清寛
- 牛嶋正
- 大久保直彦※
- 風間昶
- 武田節子

- 続訓弘
- 浜四津敏子
- 山下栄一
- 横尾和伸

日本共産党
3名
- 有働正治
- 聴濤弘
- 西山登紀子

民社党
2名
- 直嶋正行
- 長谷川清

日本新党
3名
- 小池百合子
- 武田邦太郎
- 寺沢芳男

スポーツ平和党
1名
- 江本孟紀

革新共闘会議
1名
- 島袋宗康

護憲・ヒロシマの会
1名
- 栗原君子

無所属
3名
- 中尾則幸
- 平野貞夫
- 森田健作

### 返り咲き・復帰
計6名
自由民主党
2名
- 志村哲良
- 坪井一宇

日本社会党
1名
- 志苫裕

日本新党
1名
- 細川護熙

第二院クラブ
1名
- 青島幸男

無所属
1名
- 浦田勝

### 引退・不出馬
計55名
自由民主党
22名
- 大島友治
- 岡田広
- 長田裕二
- 梶原清
- 加藤武徳

- 川原新次郎
- 後藤正夫
- 斎藤栄三郎
- 関口恵造
- 高橋清孝

- 田代由紀男
- 田中正巳
- 谷川寛三
- 仲川幸男
- 中西一郎

- 中村太郎
- 服部安司
- 初村滝一郎
- 鳩山威一郎
- 福田宏一

- 向山一人
- 山口淑子

日本社会党
7名
- 粕谷照美
- 小山一平
- 田渕勲二
- 対馬孝且
- 野田哲

- 福間知之
- 八百板正

公明党
5名
- 太田淳夫
- 中野鉄造
- 針生雄吉
- 三木忠雄
- 峯山昭範

日本共産党
6名
- 諫山博
- 小笠原貞子
- 神谷信之助
- 沓脱タケ子
- 近藤忠孝

- 山中郁子

民社党
3名
- 三治重信
- 田渕哲也
- 橋本孝一郎

連合の会
1名
- 山田耕三郎

無所属
1名
- 宇都宮徳馬

### 落選
計10名
自由民主党
8名
- 秋山肇
- 岩本政光
- 大城真順
- 山東昭子
- 重富吉之助

- 平野清
- 宮崎秀樹
- 山口光一

連合の会
1名
- 小西博行

第二院クラブ
1名
- 山田俊昭

### 当選無効
1名
民社党
1名
- 新間正次[注 3]